# Regió de Schneidemühl
La Regió de Schneidemühl (en alemany: Regierungsbezirk Schneidemühl) va ser una regió administrativa (Regierungsbezirk) de la província de Posen-Prússia Occidental. Va existir de 1922 a 1938. La seva capital era la ciutat de Schneidemühl (Piła).

## Història
Després de la derrota alemanya a la Primera Guerra Mundial, el tractat de Versalles va establir que la major part del territori de les antigues províncies prussianes de Posen i Prússia Occidental fos entregat a Polònia.
L'1 de juliol de 1922, es va crear la província de Posen-Prússia Occidental a partir dels districtes que es van mantenir a Prússia. Igualment també es va crear la Regió de Schneidemühl com a únic Regierungsbezirk d'aquesta província.
La província va ser dissolta al 1938 i els seus districtes va ser dividits entre les províncies de Silèsia, Pomerània, i Brandenburg.
A la Província de Pomerània es va crear la Regió de la Marca de Posen-Prússia Occidental (Regierungsbezirk Grenzmark Posen-Westpreußen), amb la majoria de districtes de la Regió de Schneidemühl, i va existir fins al 1945.
Després de la Segona Guerra Mundial, tot el territori va passar a formar part de la República Popular de Polònia.

## Divisió administrativa (1922)
| Kreise (districtes rurals) | Kreisfreie Städte (districte urbà)                   |
| --- | ---------------------------------------------------- |
| 1. Districte de Bomst (provinent de la Província de Posen) 2. Districte de Czarnikau (provinent de la Província de Posen) 3. Districte de Deutsch Krone (provinent de la Província de Prússia Occidental) 4. Districte de Filehne (provinent de la Província de Posen) 5. Districte de Flatow (provinent de la Província de Prússia Occidental) 6. Districte de Fraustadt (provinent de la Província de Posen) 7. Districte de Kolmar in Posen (provinent de la Província de Posen) 8. Districte de Meseritz (provinent de la Província de Posen) 9. Districte de Netze (provinent de la Província de Posen) 10. Districte de Schlochau (provinent de la Província de Prússia Occidental) 11. Districte de Schwerin an der Warthe (provinent de la Província de Posen) | 1. Schneidemühl (provinent de la Província de Posen) |

## Divisió administrativa (1938)
| Kreise (districtes rurals) | Kreisfreie Städte (districte urbà)            |
| --- | --------------------------------------------- |

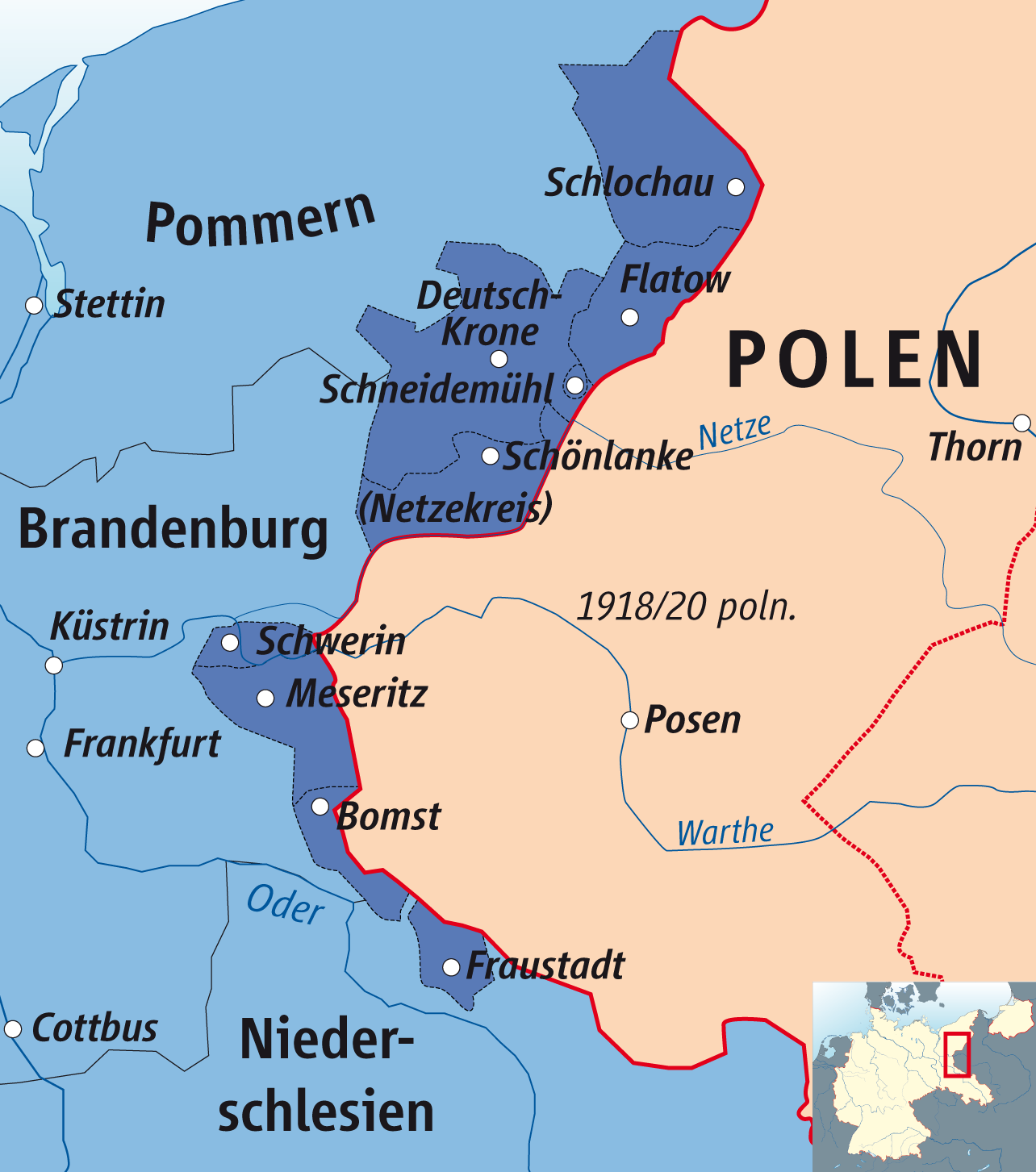
Districtes de la regió al 1938

| 1. Districte de Bomst (L'1 d'octubre de 1938, el districte va ser dissolt, la part nord van anar a la Província de Brandenburg com a districte de Züllichau-Schwiebus, i la part meridional va passar a la Província de Silèsia com a districte de Grünberg) 2. Districte de Deutsch Krone (a la Província de Pomerània) 3. Districte de Flatow (a la Província de Pomerània) 4. Districte de Fraustadt (a la Província de Silèsia) 5. Districte de Meseritz (a la Província de Brandenburg) 6. Districte de Netze (a la Província de Pomerània) 7. Districte de Schlochau (a la Província de Pomerània) 8. Districte de Schwerin an der Warthe (a la Província de Brandenburg) | 1. Schneidemühl (a la Província de Pomerània) |

## Regió de la Marca de Posen-Prússia Occidental (1939-1945)
| Kreise (districtes rurals) | Kreisfreie Städte (districte urbà)            |
| --- | --------------------------------------------- |

Divisió administrativa de Província de Pomerània al 1939

| 1. Districte d'Arnswalde (fins al 1938 de la Regió de Frankfurt de la província de Brandenburg) 2. Districte de Deutsch Krone (de la Regió de Schneidemühl) 3. Districte de Dramburg (fins al 1938 de la Regió de Köslin de la Província de Pomerània) 4. Districte de Flatow (de la Regió de Schneidemühl) 5. Districte de Friedeberg (fins al 1938 de la Regió de Frankfurt de la província de Brandenburg) 6. Districte de Netze (de la Regió de Schneidemühl) 7. Districte de Neustettin (fins al 1938 de la Regió de Köslin de la Província de Pomerània) 8. Districte de Schlochau (de la Regió de Schneidemühl) | 1. Schneidemühl (de la Regió de Schneidemühl) |